# Источносибирско море
Источносибирско море је маргинално море у Арктичком океану. Налази се између Арктичког рта на северу, обале Сибира на југу, Новосибирских острва на западу и Кејп Вилингс близу Чукотке и Врангеловог острва на истоку. Ово море граничи се са Лаптевским морем на западу и Чукотским морем на истоку.
Ово море је једно од најмање проучаваних у Арктичком океану. Одликује се тешком климом ниским салинитетом воде и сиромаштвом биљног и животињског света, просечне дубине су мале (углавном мања од 50 m), морске струје се споре и плитке, често се јављају магле, нарочито током лета, а површина је прекривена леденим покривачем, који се топи само током лета (август-септембар).
Главне индустријске активности у овој области су рударство и пловидба у оквиру Северноg морскоg пута; комерцијални риболов је слабо развијен. Највећи град и лука је Певек, најсевернији град копнене Русије.

## Клима
Клима је изразито поларна, са утицајем Атлантског и Тихог океана. Југозападни ветрови који имају брзину од 6-7 м/с доносе хладан ваздух из Сибира, тако да просечна температура у јануару износи приближно -30 °C.
Време је мирно и стабилно са повременим циклонима. Циклони који долазе са Атлантика повећавају брзину ветра и температуру ваздуха док циклони са Пацифика доносе облаке, олује и мећаве. Ветар дува са севера за време лета.

## Хидрологија
Површинско отицање у Источносибирском мору је релативно мало, око 250 km³/год, што чини само 10% од укупног отицања у сва арктичка мора Русије. Највећи допринос има река Колима са 132 km³, затим Индигирка са 59 km³.
Температура површинске воде опада од југа ка северу. Зими варира између -0,2 и 0,6 °C у делтама река и од -1,7 до -1,8 °C у северном делу мора. Лети се загреје до 7-8 °C у увалама и до 2-3 °C у морским зонама које су у потпуности без леда.
Постоје сталне струје на површини мора које су усмерене од запада ка истоку. Оне су слабе и ветар на тај начин може привремено да им промени смер кретања. Плиме су полудневне (расту два пута дневно) са амплитудом од 5 до 25 cm.
Ниво мора је максималан лети због река. Најнижи ниво мора је у марту и априлу, са укупним годишњим променама од око 70 cm. Ветрови доносе олује са таласима који достижу висину 3–5 m у западном делу док су источни региони релативно мирни.
Олује трају 1-2 дана током лета, оне су чешће зими и могу се продужити до 3-5 дана. Море почиње да се леди током октобра или новембра. Лед је непрекидан и стационаран у близини обале, достиже дебљину од 2 метра до краја зиме. Обично се топи током маја.
У недостатку индустрије, морска вода је прилично чиста. Мање контаминације су пронађене у близини Новосибирских и Вргелових острва (до 80 µg/L), због повремених изливања нафте, и у заливу Чаунскаја због локалне термоелектране и активности у великој луци Певек.

## Историја
Обале Источносибирског мора насељавали су домороци северног Сибира од давнина, као што су Јукагири и Чукчи (источне области). Та племена су се бавила риболовом, ловом и узгојем ирваса, јер су саонице за ирвасе биле неопходне за транспорт и лов. Њима су се придружили Евени и Евенки око другог века, а касније, између 9. и 15. века, много бројнији Јакути. Сва та племена су се преселила на север из области Бајкалског језера избегавајући сукобе са Монголима. Док су сви практиковали шаманизам, говорили су различитим језицима.
По мору су пловили руски морепловци, крећући се од једног речног ушћа до другог у својим кочовима још у 17. веку. Семјон Дежњев и Федот Алексејев су 1648. пловили обалом Источног Сибирског мора од Колима до реке Анадир у Беринговом мору. Систематско истраживање и мапирање мора и његових обала вршено је низом експедиција 1735–42, 1820–24, 1822, 1909. и 1911–14.
Тридесетих година прошлог века, приморско насеље Амбарчик, које се налази у делти реке Колима, коришћено је као прелазни радни логор из којег су затвореници транспортовани у друге северне логоре гулашког система. Док су били стационирани у Амбарчику, затвореници су били ангажовани да изграде већину лучке инфраструктуре и да искрцавају бродове који долазе. Касније је, због плитких вода, бродарство постепено премештено на Черски у доњем току Колиме, како би се примила већа пловила. Као резултат овог трансфера, лука и насеље су напуштени. Данас Амбарчик има само метеоролошку станицу којом управља неколико чланова особља.
У близини Певека су касније отворена још два радна логора система Гулага, Чаунлаг (1951–1953) и Чаунчукотлаг (1949–1957). У оба је било око 10.000 логораша коришћених у руднику и грађевинским радовима.

## Људске активности
Јужну обалу мора деле Јакутија на западу и Чукотски аутономни округ Русије на истоку. Приобална насеља су малобројна и мала, са типичном популацијом испод 100. Једини град је Певек (5.206 становника), који је најсевернији град у Русији. У близини Лењинградског и Певека постоје рудници злата, али су многи рудници недавно затворени, на пример рудници калаја у Певеку током 1990-их, што је довело до одлива становништва. Насеље Логашкино, које је некада било значајна лука у Источном Сибиру, напуштено је 1998. године.
Море се највише користи за транспорт робе преко северне обале Русије током августа-септембра. Пловидбу чак и лети омета преостали плутајући лед који се повременим ветровима спушта и на јужне обале. Риболов и лов на морске животиње и даље се практикује као традиционална делатност, али има само локални значај. Риболов се углавном обухвата лосос, иверак и ракове. Постоје подаци о производњи рибе, која је у 2005. години била распоређена у хиљадама тона на следећи начин: сардине (1,6), арктичка залтоперка (1,8), Берингова златоперка (2,2), сига (2,7), муксун (2,8) и друге (3,6).
Главна лука је Певек (у заливу Чаунскаја) Након распада Совјетског Савеза, комерцијална пловидба на Арктику је опала. Данас се мање-више редовно плови само између Певека и Владивостока. Луке на северној сибирској обали, које се налазе између Дудинке и Певека, готово да уопште немају пловидбу.
Од 1944. године највише електричне енергије за регион обезбеђује термоелектрана Певек од 30 MW. Она стари и троши много нафте које се мора допремати издалека. Због тога је постојао пројекат да се станица замени плутајућом атомском електраном од 70 MW до 2015.

## Топографија
Будући да је море отворено према океану на северу, главни заливи, налазе се у његовим јужним деловима. У приобаљу постоји неколико острвских група као што су Ајон и Медвеђи архипелаг. Нека острва се углавном састоје од песка и леда и постепено еродирају. Укупна површина слива мора је 1.342.000 km².
Међу најзначајнијим притокама Источносибирског мора су: Индигирка, Алазеја, Ујандина, Чукотка, Колима, Раучуа, Чаун и Пегтимел. Само неке од њих су пловне. Обала мора је дугачка 3,016 km. Њу чине бројне увале и заливи која се некад протежу дубоко у копно.
Дно је покривено мешавином муља, песка и камења. Око 70% мора је плиће од 50 m, а у просеку је дубоко од 20-25 м. Североисточно од ушћа река Индирике и Колиме, постоје дубоки ровови на морском дну, који се приписују древним речним долинама, које су сада под морем. Највеће дубине, око 150 m налазе се у североисточном делу мора.

## Флора и фауна
Флора и фауна су релативно сиромашне, због оштре климе. Летње планктонско цветање је кратко али интензивно, произведе се и до 5 милиона тона планктона у августу и септембру, док је годишња производња око 7 милиона тона. Храњиви састојци у води су углавном од речних притока и приобалне ерозије. Морске обале и ледене плоче станишта су брадатих фока, моржева заједно са њиховим предатором: поларним медведом.

## Рефренце
1. ↑  R. Stein, Arctic Ocean Sediments: Processes, Proxies, and Paleoenvironment, p. 37
2. 1 2  East Siberian Sea, Great Soviet Encyclopedia (in Russian)
3. ↑  East Siberian Sea, Encyclopædia Britannica on-line
4. 1 2  A. D. Dobrovolskyi and B. S. Zalogin Seas of USSR. East Siberian Sea, Moscow University (1982) (in Russian)
5. ↑  „ВОСТОЧНО-СИБИРСКОЕ МОРЕ”. Архивирано из оригинала 15. 3. 2010. г. Приступљено 12. 7. 2017.
6. ↑  „Limits of Oceans and Seas” (PDF) (3rd изд.). International Hydrographic Organization. Архивирано из оригинала (PDF) 08. 10. 2011. г. Приступљено 12. 7. 2017.
7. ↑  Østreng, Willy; Eger, Karl Magnus; Fløistad, Brit; Jørgensen-Dahl, Arnfinn; Lothe, Lars; Mejlænder-Larsen, Morten; Wergeland, Tor (2013). Shipping in Arctic Waters: A Comparison of the Northeast, Northwest and Trans Polar Passages. Springer. ISBN 978-3642167898. S2CID 41481012. doi:10.1007/978-3-642-16790-4.
8. ↑  Buixadé Farré, Albert; Stephenson, Scott R.; Chen, Linling; Czub, Michael; Dai, Ying; Demchev, Denis; Efimov, Yaroslav; Graczyk, Piotr; Grythe, Henrik; Keil, Kathrin; Kiveäs, Niku; Kumar, Naresh; Liu, Nengye; Matelenok, Igor; Myksvoll, Mari; O'Leary, Derek; Olsen, Julia; Pavithran A.P., Sachin; Petersen, Edward; Raspotnik, Andreas; Ryzhov, Ivan; Solski, Jan; Suo, Lingling; Troein, Caroline; Valeeva, Vilena; van Rijckevorsel, Jaap; Wighting, Jonathan (16. 10. 2014). „Commercial Arctic shipping through the Northeast Passage: Routes, resources, governance, technology, and infrastructure”. Polar Geography. 37 (4): 298—324. doi:10.1080/1088937X.2014.965769 .
9. ↑  „The Northeast Passage Opens Up”. The New York Times. 17. 10. 2011. Архивирано из оригинала 21. 10. 2014. г. Приступљено 21. 10. 2014.
10. ↑  Butler 1977, стр. 60
11. ↑  Forsaken in Russia's Arctic: 9 Million Stranded Workers, New York Times, January 6, 1999
12. ↑  From Vancouver to Moscow Expedition Архивирано на веб-сајту  (18. јул 2011), Yakutia Today
13. ↑  History of Pevek Архивирано на веб-сајту  (6. октобар 2011), Pevek web portal (in Russian)
14. 1 2  „Восточно-Сибирское море”. Приступљено 12. 7. 2017.
15. ↑  „Кулу” [Ayan-Yuryakh]. Вода Россия (на језику: руски). Приступљено 4. 1. 2022.
16. ↑  Edward Lyn, Lewis; E. Peter, Jones; Peter, Lemke; Terry D., Prowse; Peter, Wadhams (1998). The Freshwater Budget of the Arctic Ocean. ISBN 0792364392.
17. ↑  Brink & Robinson 2005, стр. 775.
18. 1 2  S. Heileman and I. Belkin East Siberian Sea: LME #56 Архивирано 2010-05-27 на сајту , NOAA.gov
19. ↑  „East Siberian Sea”. Архивирано из оригинала 19. 9. 2010. г. Приступљено 2010-09-12..rospriroda.ru (in Russian)
20. ↑  Ecological assessment of pollution in the Russian Arctic region Архивирано 2006-09-30 на сајту  Web Archives|, Global International Waters Assessment Final Report
21. ↑  Yukaghirs Архивирано на веб-сајту  (25. септембар 2011), Great Soviet Encyclopedia (in Russian)
22. ↑  Evenks Архивирано на веб-сајту  (9. март 2012), Great Soviet Encyclopedia (in Russian)
23. ↑  Bella Bychkova Jordan, Terry G. Jordan-Bychkov Siberian Village: Land and Life in the Sakha Republic, U of Minnesota Press, 2001  0-8166-3569-2 p. 38
24. ↑  Evens Архивирано 2012-07-12 на сајту , Novosibirsk University (in Russian)
25. ↑  Путешествие в печально знаменитый Амбарчик, SakhaNews (in Russian)
26. ↑  Чаунлаг (in Russian)
27. ↑  Чаунчукотлаг (in Russian)
28. ↑  Pevek (in Russian)
29. ↑  Resolution #443 of September 29, 1998 On Exclusion of Inhabited Localities from the Records of Administrative and Territorial Division of the Sakha (Yakutia) Republic
30. ↑  National Geospatial-intelligence Agency Prostar Sailing Directions 2005 North Coast of Russia Enroute  1-57785-756-9, pp. 137–143
31. ↑  Ports and navigation Архивирано 2013-05-16 на сајту  (in Russian)
32. ↑  "Golden" station (in Russian)
33. ↑  „Список видов морских млекопитающих, встречающихся в Восточно-Сибирском море”. Архивирано из оригинала 15. 3. 2010. г. Приступљено 12. 7. 2017.